# جو هورغان
جو هورغان (بالإنجليزية: Joe Horgan)‏ هو لاعب كرة قاعدة أمريكي، ولد في 7 يونيو 1977 في ساكرامنتو في الولايات المتحدة.

## وصلات خارجية
- جو هورغان على موقعبيزبول رفرنس.كوم (الدوري الرئيسي) (الإنجليزية)
- جو هورغان على موقعبيزبول رفرنس.كوم (الدوري الثانوي) (الإنجليزية)